# Kingskettle
Kingskettle è un villaggio del Fife, Scozia, Regno Unito che si trova tra Cupar e Glenrothes, a sud del fiume Eden.
Kingskettle si è sviluppato nel XIX secolo con l'evolversi dell'industria mineraria del carbone e della lavorazione del lino; attualmente parte della propria popolazione svolge la propria attività lavorativa pressi i centri maggiori vicini.